# Torkelstorp
Torkelstorp är en ort i Hanhals socken i Kungsbacka kommun i Hallands län. SCB hade före 2015 för bebyggelsen avgränsat två separata småorter. Den östra delen sammanväxte 2015 med tätorten Sätinge medan västra delen kvarstod som en separat småort, men sammanväxte 2023 med tätorten Östra Hanhals och Torkelstorp. 
Vägarna genom Torkelstorp är följande: Hanhals kyrkväg (östra delen), Svartebäcksvägen (västra delen) och Torkelstorpsvägen. Vägarna har statligt bidrag men drivs av Torkelstorpsvägsamfällighet
Torkelstorps hamn är ett populärt område att starta ifrån för utövning av issegling med isjakt på kungsbackafjorden. 2013 avgjordes SM-tävlingar i Isjakts segling där.